# Club Deportivo Chivas USA
Pour les articles homonymes, voir Chivas.
Le Club Deportivo Chivas USA était un club franchisé de football association basé à Carson, dans la banlieue de Los Angeles et qui évoluait en Major League Soccer de 2005 à 2014.
Ce club est une filiale du « Chivas » Club Deportivo Guadalajara au Mexique dont il a hérité des logo et couleurs.
Le 20 février 2014, la MLS annonce avoir acheté le club à son propriétaire Jorge Vergara. Le club disparaît à l'issue de la saison 2014 de MLS.

## Histoire

### Le chemin vers la MLS
L'homme d'affaires mexicain Jorge Vergara (en) est devenu le nouveau propriétaire du Club Deportivo Guadalajara en difficulté en 2002, et cherche également à exporter la marque des Chivas à l'international. En juin 2003, la ligue annonce que le match des étoiles de la MLS de 2003 se jouera face aux Chivas et que Vergara est intéressé par l'achat d'une franchise d'expansion. L'équipe, s'appellera les Chivas USA, serait affiliée aux Chivas de Guadalajara et jouerait à Los Angeles ou à San Diego à partir de la saison 2005. Le 2 août 2004, la Major League Soccer annonce que les Chivas USA partagerait le Home Depot Center de Carson avec le Galaxy de Los Angeles et commencerait à jouer en 2005 en tant que onzième franchise de la ligue.

### Chute de la franchise et disparition (2010-2014)
Le 27 octobre 2014, le commissaire de la MLS Don Garber annonce la fin du Chivas USA au profit d'un futur club à Los Angeles en 2017.

## Palmarès et résultats

### Palmarès
| Compétitions nationales | Compétitions internationales | Trophées mineurs                               |
| - MLS Cup (1) : - Meilleur parcours : demi-finaliste de conférence en 2006, 2007, 2008 et 2009. - Conférence Ouest de MLS (1) : - Meilleur classement : 1er en 2007. - US Open Cup : - Meilleur parcours : demi-finaliste en 2010 et 2012. | - Ligue des champions de la CONCACAF : - 1 participation. - Meilleur parcours : Tour préliminaire en 2009. - SuperLiga : - 3 participation. - Meilleur parcours : 3e phase de groupes en 2008 et 2010. | - Honda SuperClasico (1) : - Vainqueur : 2007. |

### Bilan saison par saison
| Année | Saison régulière | Saison régulière | Saison régulière | Saison régulière | Saison régulière | Saison régulière | Saison régulière | Position | Position | Coupe MLS                 | US Open Cup    | Ligue des champions CONCACAF            | Affl. moy. saison régulière | Affl. moy. séries éliminat. | Meilleurs buteurs                           | Meilleurs buteurs |
| Année | M                | V                | N                | D                | BP               | BC               | Pts              | Conf.    | Ligue    | Coupe MLS                 | US Open Cup    | Ligue des champions CONCACAF            | Affl. moy. saison régulière | Affl. moy. séries éliminat. | Joueurs                                     | Buts              |
| ----- | ---------------- | ---------------- | ---------------- | ---------------- | ---------------- | ---------------- | ---------------- | -------- | -------- | ------------------------- | -------------- | --------------------------------------- | --------------------------- | --------------------------- | ------------------------------------------- | ----------------- |
| 2005  | 32               | 4                | 6                | 22               | 31               | 67               | 18               | 6e       | 12e      | Non qualifié              | Quatrième tour | Non qualifié                            | 17 080                      | N/Q                         | Héctor Cuadros Thiago Martins Ramón Ramírez | 4                 |
| 2006  | 32               | 10               | 13               | 9                | 45               | 42               | 43               | 3e       | 6e       | Demi-finale de conférence | Troisième tour | Non qualifié                            | 19 840                      | 15 110                      | Ante Razov                                  | 15                |
| 2007  | 30               | 15               | 8                | 7                | 46               | 28               | 53               | 1er      | 2e       | Demi-finale de conférence | Troisième tour | Non qualifié                            | 14 305                      | 19 711                      | Maykel Galindo                              | 12                |
| 2008  | 30               | 12               | 7                | 11               | 40               | 41               | 43               | 2e       | 5e       | Demi-finale de conférence | Troisième tour | Tour préliminaire Phase de groupes (SL) | 15 114                      | 19 265                      | Ante Razov                                  | 8                 |
| 2009  | 30               | 13               | 6                | 11               | 34               | 31               | 45               | 4e       | 6e       | Demi-finale de conférence | Troisième tour | Non qualifié Phase de groupes (SL)      | 16 107                      | 25 218                      | Eduardo Lillingston                         | 8                 |
| 2010  | 30               | 8                | 4                | 18               | 31               | 45               | 28               | 8e       | 15e      | Non qualifié              | Demi-finale    | Non qualifié Phase de groupes (SL)      | 14 575                      | N/Q                         | Justin Braun                                | 11                |
| 2011  | 34               | 8                | 12               | 14               | 41               | 43               | 36               | 8e       | 15e      | Non qualifié              | Non qualifié   | Non qualifié                            | 14 830                      | N/Q                         | Justin Braun Nick LaBrocca                  | 9                 |
| 2012  | 34               | 7                | 9                | 18               | 24               | 58               | 30               | 9e       | 18e      | Non qualifié              | Demi-finale    | Non qualifié                            | 13 056                      | N/Q                         | Juan Pablo Ángel                            | 5                 |
| 2013  | 34               | 6                | 8                | 20               | 30               | 67               | 26               | 9e       | 18e      | Non qualifié              | Quatrième tour | Non qualifié                            | 8 366                       | N/Q                         | Erick Torres                                | 7                 |
| 2014  | 34               | 9                | 6                | 19               | 29               | 61               | 33               | 9e       | 16e      | Non qualifié              | Quatrième tour | Non qualifié                            | 7 063                       | N/Q                         | Erick Torres                                | 15                |

## Joueurs et personnalités du club

### Propriétaires
Le tableau suivant présente la liste des propriétaires du club de 2004 à 2014.
| Rang | Nom                         | Période                    |
| ---- | --------------------------- | -------------------------- |
| 1    | Jorge Vergara & Antonio Cué | 2 août 2004-28 août 2012   |
| 2    | Jorge Vergara               | 28 août 2012-19 févr. 2014 |
| 3    | Major League Soccer         | 20 févr. 2014-27 oct. 2014 |

### Entraîneurs
Le tableau suivant présente la liste des entraîneurs du club de 2004 à 2014.
| Rang | Nom                      | Période                   |
| ---- | ------------------------ | ------------------------- |
| 1    | Thomas Rongen            | 23 sept. 2004-30 mai 2005 |
| 2    | Javier Ledesma (intérim) | 30 mai 2005-3 juin 2005   |
| 3    | Hans Westerhof           | 3 juin 2005-22 nov. 2005  |
| 4    | Bob Bradley              | 23 nov. 2005-8 déc. 2006  |

| Rang | Nom            | Période                    |
| ---- | -------------- | -------------------------- |
| 5    | Preki          | 17 janv. 2007-12 nov. 2009 |
| 6    | Martín Vásquez | 2 déc. 2009-27 oct. 2010   |
| 7    | Robin Fraser   | 4 janv. 2011-9 nov. 2012   |
| 8    | Chelís         | 12 déc. 2012-29 mai 2013   |

| Rang | Nom                          | Période                   |
| ---- | ---------------------------- | ------------------------- |
| 9    | Sacha van der Most (intérim) | 29 mai 2013-30 mai 2013   |
| 10   | José Luis Real               | 30 mai 2013-29 nov. 2013  |
| 11   | Wilmer Cabrera               | 9 janv. 2014-27 oct. 2014 |

### Joueurs emblématiques
- Jonathan Bornstein (2006-2010)
- Justin Braun (2008-2011)
- Bradley Guzan (2005-2008)
- Dan Kennedy (2008-2014)
- Sacha Kljestan (2006-2010)
- Jesse Marsch (2006-2009)
- Ante Razov (2006-2009)
- Zach Thornton (2008-2011)
- Jorge Villafaña (2007-2013)
- Claudio Suárez (2006-2009)
- Erick Torres (2013-2014)
- Juan Pablo Ángel (2011-2012)
- Ante Jazić (2009-2012)
- Paulo Nagamura (2007-2009 et 2010-2011)
- Shavar Thomas (2007-2009)

## Stade
- StubHub Center; Carson (2005–2014)

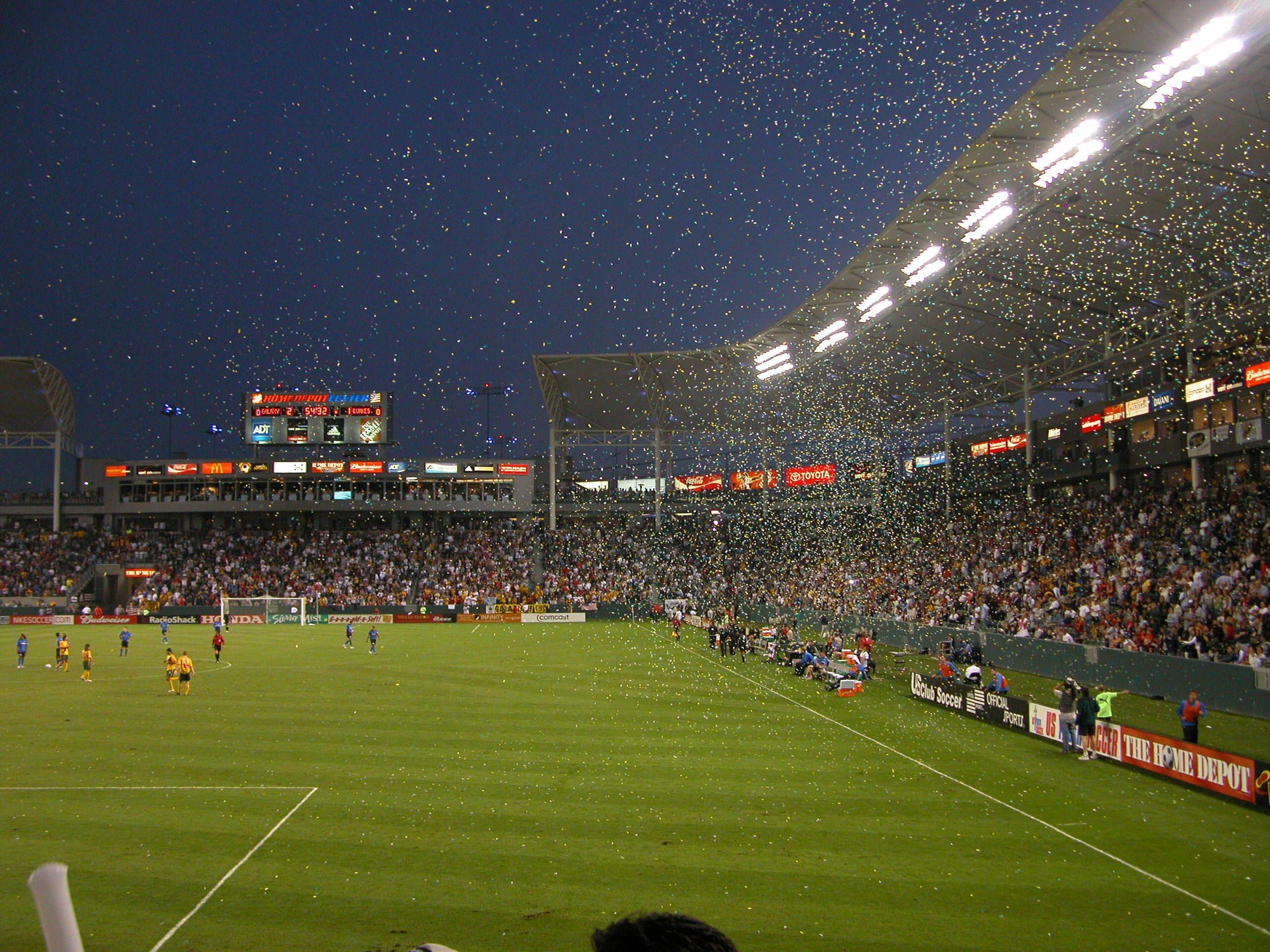
The Home Depot Center, Le stade des Chivas depuis 2005

- Harder Stadium; Santa Barbara (Californie) (2006) 1 match en US Open Cup
- Titan Stadium; Fullerton (2008, 2010) 2 matchs en US Open Cup et SuperLiga Nord Américaine

Chivas USA joue ses matchs à domicile au StubHub Center, sur le campus de l'Université d'État de Californie à Dominguez Hills à Carson (Californie), à environ 10 miles au sud du centre-ville de Los Angeles. Le propriétaire du stade est à la compagnie de revente et d'amélioration du domicile Home Depot, il fut construit en 2003, le «SHC» est un stade qui contient 27000 places, le deuxième plus grand en MLS, mais a accueilli d'autres sports comme le rugby à XV et le football américain. Depuis leurs débuts en MLS en 2005 ,"Los Rojiblancos" (les rouges et blancs) ont partagé le stade avec le Los Galactiques, avec lesquels ils sont en concurrence pour le Honda Superclásico. Cette situation est unique en MLS, et est comparable avec ceux de la NFL Jets et Giants dans le MetLife Stadium et NBA Lakers et Clippers dans le Staples Center qui sont les seuls cas (dans les grandes ligues de sport professionnel aux États-Unis et au Canada)où deux équipes de la même ligue partagent le même terrain.
Les matchs du Chivas USA ont parfois eu lieu au Titan Stade sur le campus de Université de Californie à Santa Barbara, et Harder, Stade sur le campus de Université d'État de Californie à Fullerton, comme dans l'US Open Cup lorsque les deux clubs de Los Angeles jouent à domicile le même jour, bien que cette situation reste généralement rare.